# Conservative Party of Canada

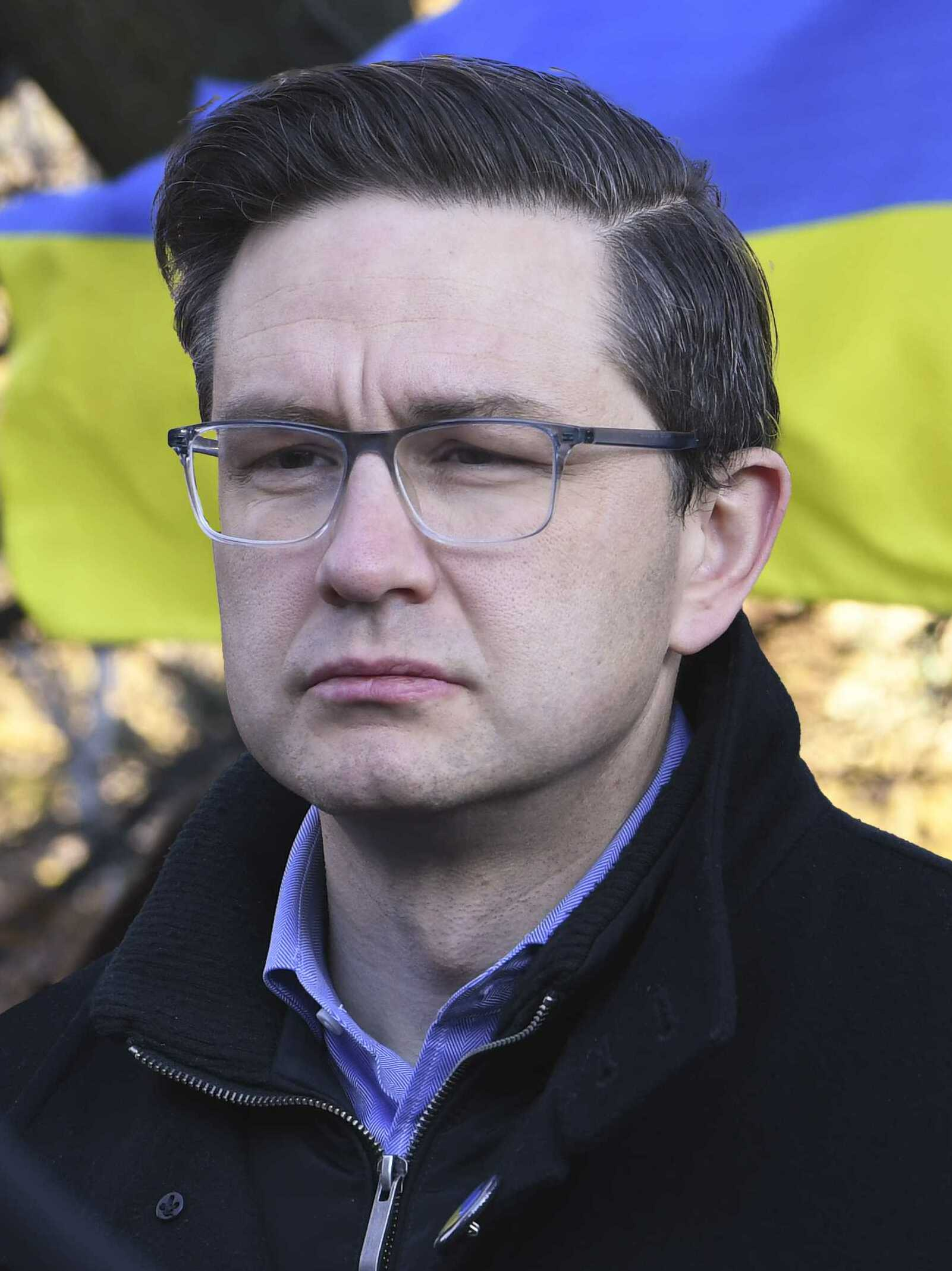
Partijleider Pierre Poilievre in 2022

De Conservatieve Partij van Canada (Engels: Conservative Party of Canada, Frans: Parti conservateur du Canada) is een Canadese federale politieke partij. De partij werd in december 2003 gevormd door de fusie van de Canadese Alliantie (Canadian Alliance) en de Progressief-Conservatieve Partij (Progressive Conservative Party). Op dit moment is Erin O'Toole leider van de partij.
Bij de verkiezingen van 23 januari 2006 behaalde de Conservatieve Partij 124 van de 308 zetels in het Canadese Huis van Afgevaardigden en werd daarmee de grootste partij. Na een korte overgangsperiode werd Stephen Harper op 6 februari 2006 beëdigd als Canada's 22e minister-president, aan de leiding van een conservatief minderheidskabinet.
Op 14 oktober 2008 behaalde de Conservatieve Partij 143 van de 308 zetels, een winst van 19. Er werd opnieuw een minderheidskabinet met Harper als minister-president geformeerd. Op 25 maart 2011 viel dit kabinet, doordat een motie van wantrouwen van de Liberale Partij van Canada tegen het kabinet werd aangenomen.
Op 2 mei 2011 werden vervroegde verkiezingen gehouden. Deze werden gewonnen door de Conservatieve Partij, die in totaal 167 van de 308 zetels in het parlement heeft behaald. Dit is de eerste keer dat de partij onder Stephen Harper een absolute meerderheid heeft behaald.
Net als in het Verenigd Koninkrijk wordt een lid van de Conservatives vaak aangeduid als Tory.

## Verkiezingen voor hetCanadees Lagerhuis, 2004–2021
| Jaar | Aantal kandidaten | Aantal zetels | Aantal stemmen | % stemmen (landelijk) |
| ---- | ----------------- | ------------- | -------------- | --------------------- |
| 2004 | 308               | 99            | 3.994.682      | 29,6%                 |
| 2006 | 308               | 124           | 5.374.071      | 36,3%                 |
| 2008 | 308               | 143           | 5.205.334      | 37,64%                |
| 2011 | 308               | 167           | 5.832.401      | 39,62%                |
| 2015 | 338               | 99            | 5.578.101      | 31,89%                |
| 2019 | 338               | 121           | 6.239.227      | 34,34%                |
| 2021 | 338               | 119           | 5.747.410      | 33,74%                |